# Amambay
Le département d'Amambay (en espagnol : Departamento de Amambay) est un des 17 départements du Paraguay. Son code ISO 3166-2 est PA-13.
Le nom du département vient de l'une des chaînes principales de la cordillère de Caaguazú, appelée cordillère d'Amambay.

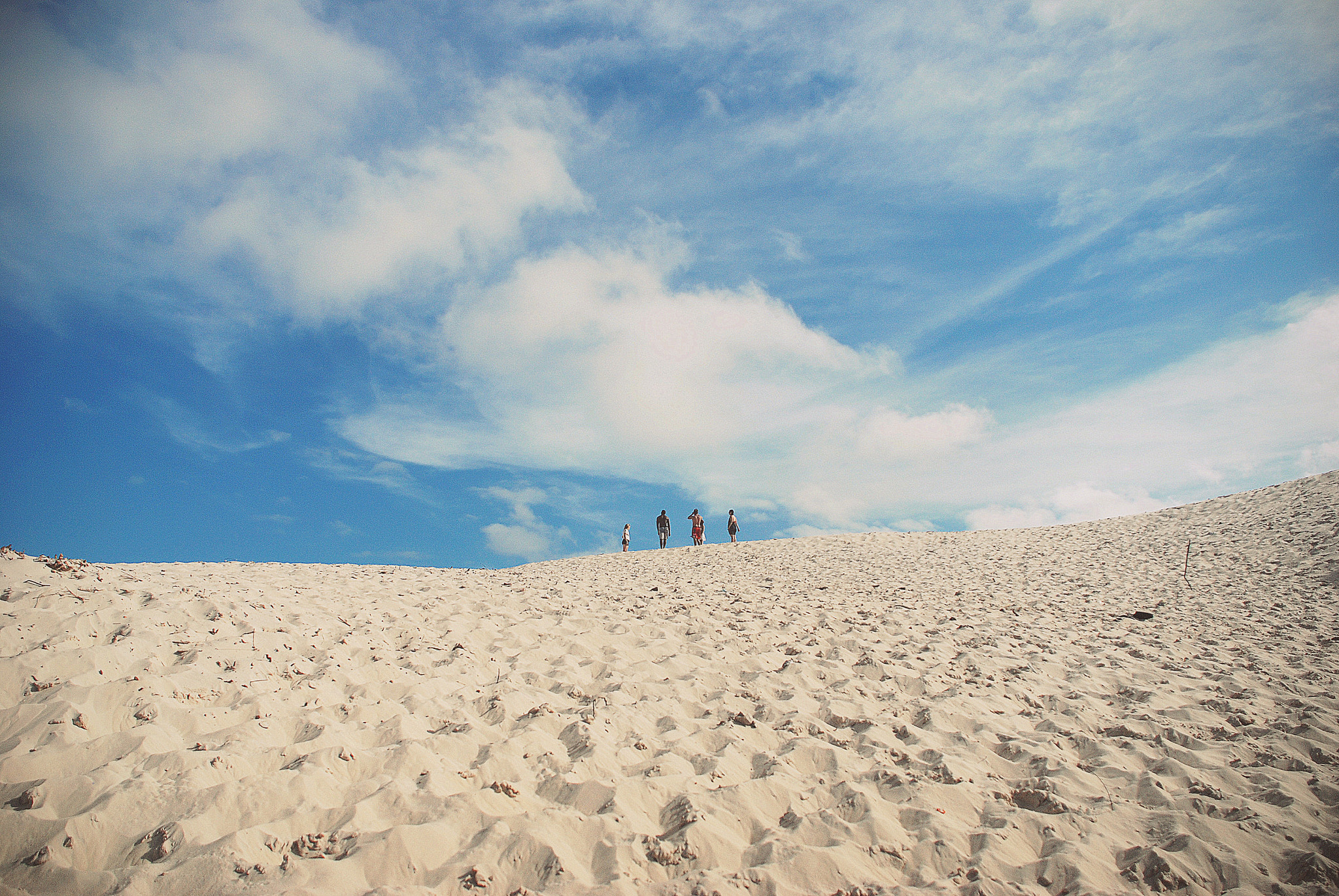
Plage de Jacobina

## Subdivisions
Il est divisé en quatre districts :
- Bella Vista ;
- Capitán Bado ;
- Pedro Juan Caballero.
- Zanja Pytá